# KOERS

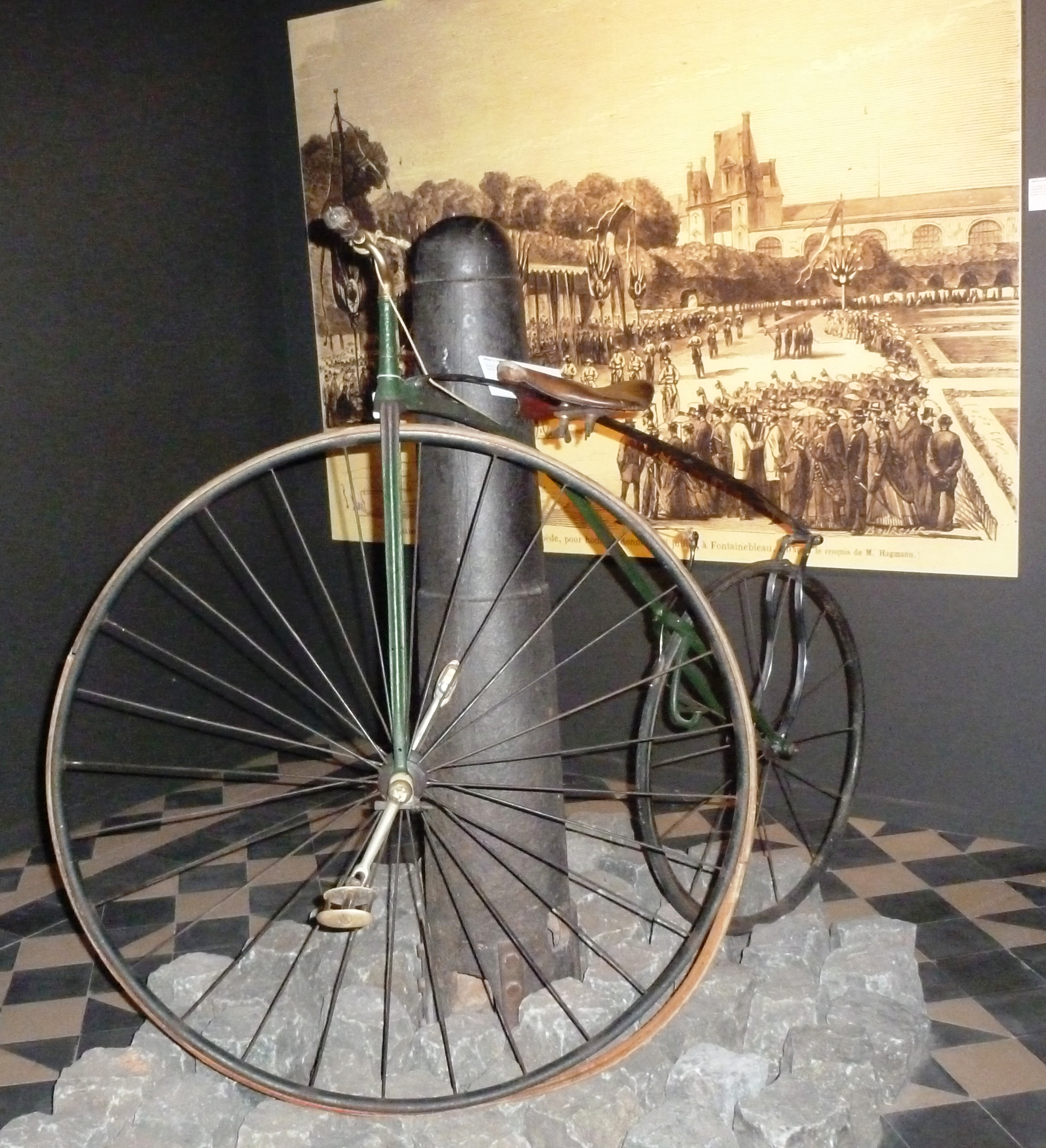
Bicyclette d'Eugène Meyer en exposition au KOERS. Vers 1870.

KOERS. Musée de la Course Cycliste (en néerlandais 'KOERS. Museum van de Wielersport') (jusqu'à 2018 le Musée du Cyclisme et WieMu) est un musée dans la ville belge de Roulers. Le musée expose l'histoire du sport cycliste et du vélo. Le musée a ouvert ses portes officiellement le 27 mars 1998 à la « Polenplein », dans l'ancienne caserne des sapeurs-pompiers.

## Histoire
KOERS. Musée de la Course Cycliste avait été élevé en 1985 comme partie de l'ancien Musée communal. La ville de Roulers prenait cette décision parce que la région est connue comme « la patrie des Flandriens ». Beaucoup de Flandriens et coureurs sont nés dans la région. La ville connait beaucoup de coureurs célèbres comme Odile Defraye, le premier gagnant belge du Tour de France et plusieurs champions du monde : Jean-Pierre Monseré, Benoni Beheyt, Patrick Sercu et Freddy Maertens. Au début, le musée exposait seulement quelques vieux vélos et organisait une exposition en été.
En 1998, on a décidé définitivement de remplacer le musée folkloriste par un vrai Musée du Cyclisme, le Musée National du Cyclisme. Ferdy Callewaert était le premier conservateur jusqu'à sa retraite en 2006. L'ancien-coureur Freddy Maertens travaillait depuis 2000 jusqu'à 2007 au musée et il souhaitait la bienvenue à beaucoup de visiteurs. En 2005, le roi Albert II a visité le musée. En 2010, on appelle le musée « WieMu » tout court. Le musée fermait les portes en 2015 pour des grands travaux de rénovation pour trois ans. Durant cette période, il y avait une exposition temporaire dans une ancienne église de péres redemptoristes : 'La course est une réligion'. Cette exposition gagnait le prix de patrimoine de la province de la Flandre occidentale en 2017.
Après la rénovation, le musée renommé "KOERS. Museum van de Wielersport" ou Musée de la Course cycliste, a rouvert le 8 septembre 2018. On y trouve aussi l'office du tourisme de la ville et un café.

## Collection
Le musée expose l'histoire des vélos depuis 1760 jusqu'à aujourd'hui : toutes sortes de vélos vieux et modernes utilisés pour des buts professionnels, récréatifs et sportifs. Au début, c'était l'essentiel de la collection du musée. Après quelque temps, le cyclisme devenait de plus en plus la spécialité du musée. Le musée a beaucoup des vélos, des trophées, des souvenirs et des vêtements de la course, etc.
Une salle expose beaucoup d'informations sur le local champion du monde Jean-Pierre Monseré qui, comme champion du monde, avait eu un accident fatal pendant une course en 1971.
Le musée a une centre de documentation concernant le sport cyclisme avec beaucoup de photos, de vieux journaux, de magazines du cyclisme, des brochures des courses, des archives du cyclistes et organisateurs des courses cyclistes... Le musée publie régulièrement des catalogues des expositions et des livres thématiques du cyclisme. Depuis 2012 le musée publie le magazine annuel historique du cyclisme « Etappe ».

## Bâtiment
Le musée « KOERS» est situé dans l'ancienne caserne des sapeurs-pompiers, construite entre 1899 et 1902. C'était une caserne jusqu'en 1962. Pendant la première guerre mondiale, des soldats allemands habitaient le bâtiment. Le 21 juillet 1917, il avait été détruit par des bombardiers britanniques et après la guerre, il avait été reconstruit. On a utilisé le bâtiment aussi pour des services publics comme une salle des fêtes, une école, de l'accommodation sportive et un musée folkloriste. Maintenant le bâtiment est un monument classifié et restauré.